# مقاطعة بيندر (كارولاينا الشمالية)
مقاطعة بيندر (بالإنجليزية: Pender County)‏ هي إحدى مقاطعات ولاية كارولاينا الشمالية في الولايات المتحدة الأمريكية. مركز المقاطعة أو مقعدها هي مدينة بورغو. تأسست هذه المقاطعة سنة 1875.أصل هذه المقاطعة يأتي من: مقاطعة نيوهانوفر.